# Carrarese Calcio 1908 2001-2002
Questa voce raccoglie le informazioni riguardanti la Carrarese Calcio 1908 nelle competizioni ufficiali della stagione 2001-2002.

## Stagione
Nella stagione 2001-2002 la Carrarese disputa il girone A del campionato di Serie C1, raccoglie 37 punti con il quattordicesimo posto finale. Non basta per ottenere la salvezza, deve disputare il Play-out contro l'Arezzo, vince ad Arezzo (1-2) all'andata, poi crolla in casa (0-3) nel ritorno, retrocedendo in Serie C2. Ma se il risultato del campo ha condannato la Carrarese alla retrocessione, il fallimento della Fiorentina, che consente alla Ternana il ripescaggio in Serie B, permette alla Carrarese di restare nel terzo livello del calcio nazionale. Nella Coppa Italia di Serie C la Carrarese disputa il girone F di qualificazione, che ha promosso lo Spezia ai sedicesimi di finale.

## Rosa
| N. |                    | Ruolo | Calciatore                   |
| -- | ------------------ | ----- | ---------------------------- |
|    | Italia (bandiera)  | A     | Davide Angelotti             |
|    | Italia (bandiera)  | A     | Cristian Bertani             |
|    | Brasile (bandiera) | A     | Adriano Bertolucci De Castro |
|    | Italia (bandiera)  | D     | Antonio Calabrò              |
|    | Italia (bandiera)  | C     | Luigi Crisofulli             |
|    | Italia (bandiera)  | D     | Lorenzo Fiorentini           |
|    | Italia (bandiera)  | C     | Giuseppe Granozi             |
|    | Italia (bandiera)  | A     | Alfonso Greco                |
|    | Italia (bandiera)  | C     | Massimiliano Farris          |
|    | Italia (bandiera)  | C     | Fabio Luciani                |
|    | Italia (bandiera)  | C     | Alessandro Marzio            |

| N. |                      | Ruolo | Calciatore               |
| -- | -------------------- | ----- | ------------------------ |
|    | Italia (bandiera)    | D     | Alfredo Ottolina         |
|    | Italia (bandiera)    | P     | Giampaolo Pinna          |
|    | Italia (bandiera)    | C     | Roberto Ragone           |
|    | Italia (bandiera)    | C     | Pietro Rubino            |
|    | Italia (bandiera)    | D     | Simone Santin            |
|    | Italia (bandiera)    | A     | Manuel Sinato            |
|    | Italia (bandiera)    | A     | Gaetano Teresi           |
|    | Italia (bandiera)    | A     | Gianluca Venturini       |
|    | Italia (bandiera)    | D     | Francesco Vincenti       |
|    | Brasile (bandiera)   | A     | William Da Silva Barbosa |
|    | Rep. Ceca (bandiera) | P     | Milan Zahalka            |

## Risultati

### Campionato

#### Girone di andata
| Arbitro: | Rubino (Salerno) |

|                    |           |            |
| Bonazzi 38’ (rig.) | Marcatori | 59’ Sinato |

| Arbitro: | Battistella (Conegliano) |

|              |           |  |
| A. Greco 35’ | Marcatori |  |

| Arbitro: | Santucci (Reggio Calabria) |

|           |           |                |
| Santin 1’ | Marcatori | 35’ Pietranera |

| Arbitro: | De Marco (Chiavari) |

|             |           |  |
| Cribari 44’ | Marcatori |  |

| Carrara 30 settembre 2001 5ª giornata | Carrarese         | 0 – 0 | Livorno | Stadio dei Marmi\| Arbitro: \| Belloli (Bergamo) \| |
| Arbitro:                              | Belloli (Bergamo) |       |         |                                                     |

| Arbitro: | Carlucci (Molfetta) |

|                       |           |             |
| Torino 71’ Pisano 88’ | Marcatori | 73’ Adriano |

| Arbitro: | Vicinanza (Albenga) |

|                        |           |                |
| Sinato 31’ Adriano 84’ | Marcatori | 80’ F. De Luca |

| Arbitro: | Rocchi (Firenze) |

|  |           |             |
|  | Marcatori | 4’ A. Greco |

| Arbitro: | Angrisani (Salerno) |

|                                       |           |                                 |
| Crisopulli 16’ Granozi 31’ Sinato 89’ | Marcatori | 59’ Ganci 62’ (aut.) Crisopulli |

| Arbitro: | Mariuzzo (Venezia) |

|                                  |           |  |
| Parisi 14’ (rig.) Abbruscato 83’ | Marcatori |  |

| Arbitro: | Capozzi (Vicenza) |

|                                                                          |           |  |
| Bertolini 1’ Bortolazzi 7’ Schiavon 58’ Andreotti 70’ (rig.) Cavalli 77’ | Marcatori |  |

| Arbitro: | Ponzalli (Firenze) |

|                |           |                                        |
| Sinato 1’, 70’ | Marcatori | 11’ Bonadei 14’ Varricchio 68’ Capuano |

| Arbitro: | Ferraro (Crotone) |

|              |           |                               |
| Guidetti 54’ | Marcatori | 34’ (aut.) Medda 82’ Vincenti |

| Arbitro: | Giordano (Caltanissetta) |

|             |           |           |
| Granozi 30’ | Marcatori | 83’ Torri |

| Cesena 9 dicembre 2001 15ª giornata | Cesena             | 0 – 0 | Carrarese | Stadio Dino Manuzzi\| Arbitro: \| Brunialti (Trento) \| |
| Arbitro:                            | Brunialti (Trento) |       |           |                                                         |

| Arbitro: | Giammillaro (Messina) |

|                |           |            |
| Crisopulli 74’ | Marcatori | 82’ Turchi |

| Arbitro: | Ciampi (Pisa) |

|                                |           |            |
| Gasbarroni 4’ Fava Passaro 47’ | Marcatori | 49’ Santin |

#### Girone di ritorno
| Arbitro: | Torella (Roma) |

|             |           |                           |
| Adriano 67’ | Marcatori | 10’ Beretta 14’ S. Groppi |

| Arbitro: | Marchesi (Bergamo) |

|            |           |  |
| Temelin 5’ | Marcatori |  |

| Arbitro: | Tonolini (Milano) |

|                                                         |           |             |
| Pietranera 7’, 85’ Centofanti 61’ (rig.) A. Maniero 74’ | Marcatori | 86’ Bertani |

| Arbitro: | Bergonzi (Genova) |

|  |           |                           |
|  | Marcatori | 38’ Cribari 89’ Tarantino |

| Arbitro: | Girardi (San Donà di Piave) |

|                                                     |           |              |
| Saverino 3’ Protti 12’, 65’ (rig.) Scichilone 45+1’ | Marcatori | 67’ Da Silva |

| Arbitro: | Brighi (Cesena) |

|              |           |                                                   |
| Farris 90+2’ | Marcatori | 39’ Fiori 48’ Coti 81’ Caverzan 85’ (rig.) Pisano |

| Arbitro: | Padovan (Conegliano) |

|             |           |                                    |
| Ariatti 18’ | Marcatori | 27’ Farris 70’ Da Silva 85’ Ragone |

| Arbitro: | Ferraro (Crotone) |

|                          |           |  |
| Granozi 44’ Da Silva 90’ | Marcatori |  |

| Arbitro: | Zambon (Padova) |

|                |           |                        |
| Cancellato 71’ | Marcatori | 51’ Bertani 65’ Marzio |

| Arbitro: | Nicoletti (Macerata) |

|             |           |  |
| Bertani 83’ | Marcatori |  |

| Carrara 24 marzo 2002 28ª giornata | Carrarese        | 0 – 0 | Lecco | Stadio dei Marmi\| Arbitro: \| Saveri (Viterbo) \| |
| Arbitro:                           | Saveri (Viterbo) |       |       |                                                    |

| Arbitro: | M. Mazzoleni (Bergamo) |

|                       |           |  |
| Capuano 20’ Frati 75’ | Marcatori |  |

| Arbitro: | Fiori (Perugia) |

|  |           |           |
|  | Marcatori | 48’ Buscè |

| Arbitro: | Velotto (Grosseto) |

|              |           |             |
| Bernardi 52’ | Marcatori | 72’ Bertani |

| Carrara 21 aprile 2002 32ª giornata | Carrarese     | 0 – 0 | Cesena | Stadio dei Marmi\| Arbitro: \| Lops (Torino) \| |
| Arbitro:                            | Lops (Torino) |       |        |                                                 |

| Arbitro: | Lambertini (Bologna) |

|                        |           |              |
| Testini 65’ Turchi 85’ | Marcatori | 89’ Da Silva |

| Arbitro: | Giannoccaro (Lecce) |

|                          |           |                           |
| Adriano 18’ Da Silva 35’ | Marcatori | 43’ Carobbio 80’ A. Gallo |

### Play-out
| Arbitro: | Brighi (Cesena) |

|               |           |                             |
| Clementini 8’ | Marcatori | 30’ Fiorentini 90+4’ Sinato |

| Arbitro: | Squillace (Catanzaro) |

|  |           |                                   |
|  | Marcatori | 45’ Amore 50’ Aglietti 78’ Bricca |

### Coppa Italia di Serie C

#### Girone F
| Arbitro: | Tonolini (Milano) |

|           |           |            |
| Fiori 66’ | Marcatori | 49’ Sinato |

| 19 agosto 2001 2ª giornata |  | – Turno di riposo Carrarese |  |  |

| Arbitro: | Lops (Torino) |

|                          |           |           |
| Vincenti 14’ Bertani 37’ | Marcatori | 45’ Mussi |

| Arbitro: | Valensin (Milano) |

|            |           |  |
| Borghi 63’ | Marcatori |  |

| Arbitro: | Ponzalli (Firenze) |

|  |           |                           |
|  | Marcatori | 41’ Del Santo 69’ Luciani |